# Abrahamův–Minkowského spor
Abrahamův-Minkowského spor se týká toho, jakou hybnost má elektromagnetické pole v dielektriku. Hermann Minkowski a Max Abraham vyjádřili protichůdné názory na jeho velikost a proto je spor po nich pojmenován.
- Minkowského verze je:

{\displaystyle p_{\mathrm {M} }={\frac {nh\nu }{c}}}
- Abrahamova verze je:

{\displaystyle p_{\mathrm {A} }={\frac {h\nu }{nc}}}
kde h je Planckova konstanta, ν frekvence a c rychlost světla ve vakuu. Rozdíl je pouze v tom, jakou roli hraje index lomu n. Spor je i nadále řešen, ale odborníci nenacházejí jednoznačné stanovisko.